# Вулиця Орельська (Львів)
Ву́лиця Оре́льська — вулиця у Залізничному районі міста Львова, в місцевості Левандівка. Сполучає вулиці Рудненську та Планерну. Прилучаються вулиці Кондратюка та Самарська. На початку вулиця має ґрунтове покриття без хідників, далі на більшій частині є асфальтованою і має асфальтовані хідники, наприкінці вулиця є непроїзною і має лише асфальтований хідник. Нумерація будинків починається від вулиці Рудненської.

## Історія
- 1924 — 1936 — Гловацького, на честь Войцеха Бартоша Гловацького, соратника Костюшка у польському повстанні 1794 року.
- 1936 — 1943 — Воєводська.
- 1943 — липень 1944 — Воєводенгассе.
- липень 1944 — 1945 — Воєводська.
- 1945 — 1993 — Районна.
- від 1993 року — нинішня назва, вулиця Орельська[7].

## Забудова
Забудова вулиці — одно- та двоповерховий конструктивізм 1930-х років, одноповерхова садибна.

Світлини вуличної забудови
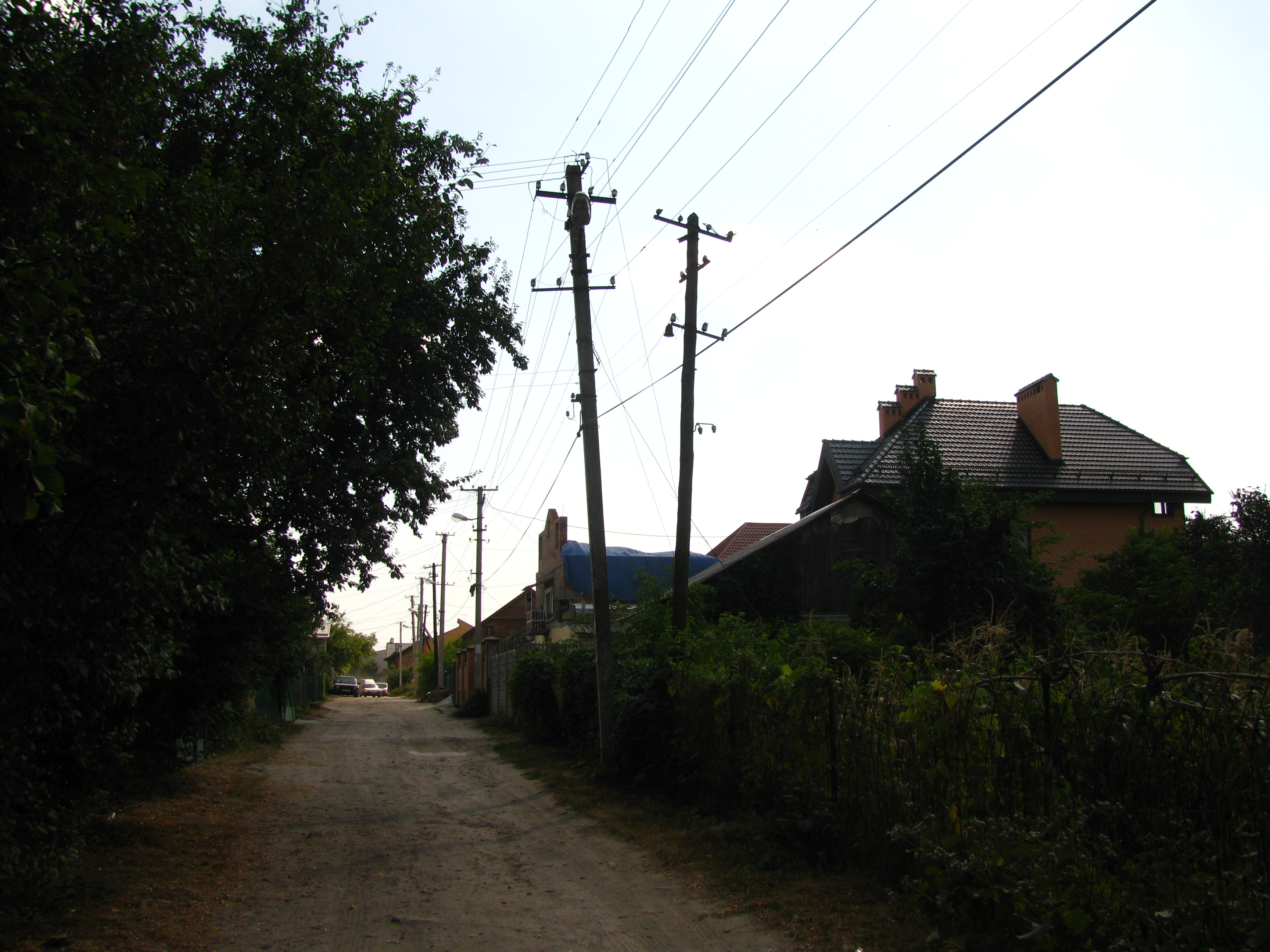
Початок вулиці Орельської
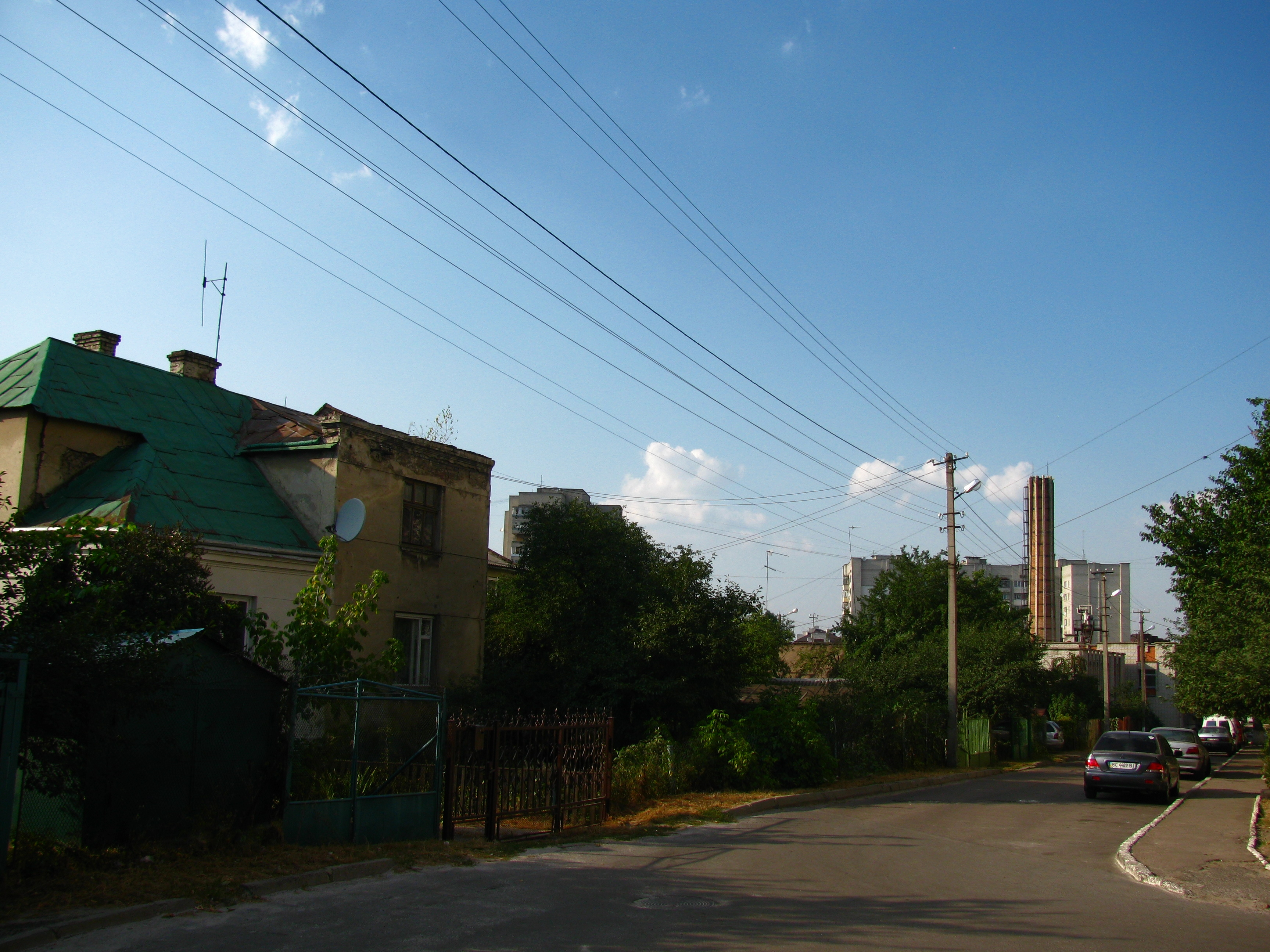
Середня частина вулиці Орельської